# 烏塗窟 (新北市)
烏塗窟，是臺灣新北市石碇區的一個地名，位於該區中部，範圍大致為烏塗里東北大半部。烏塗窟地區全境位於景美溪支流烏塗溪流域範圍內。

## 歷史
台灣清治末期，烏塗窟地區為一街庄，稱為「烏塗窟庄」，隸屬於文山堡。該庄北邊及東邊北段與員潭仔坑庄、石碇街為鄰，東邊南段與崩山庄為鄰，南邊東段為灣潭庄，南邊西段及西邊為小格頭庄、蓬菜藔庄。
1901年（日治明治三十四年）11月，該庄隸屬於深坑廳，編入第五區。1903年（明治三十六年）4月，第五區的全部街庄，與第四區、第十區的部分街庄合併為「小格頭區」。1920年（大正九年），該庄改制並雅化為「烏塗窟」大字，隸屬於臺北州文山郡石碇庄，大字下有「烏塗窟」、「蛇舌子」、「四分子」、「樟空子」、「橫坪」、「溪邊寮」、「摸乳巷」、「員山子」、「月扇湖」、「大格門」小字名。
戰後石碇庄改制為石碇鄉，隸屬於臺北縣，大字亦改制為村。2010年（民國99年）12月，臺北縣升格為新北市，石碇鄉改制為石碇區，村改制為里。

## 交通
鄉道北47線為石碇、小格頭間的連絡道路，大致以南北向經過烏塗窟地區北部，由此往北可前往石碇市區接上市道106乙線，往南可前往小格頭接上省道台9線。